# Uí Maine
Uí Maine, parfois anglicisé en Hy Many, est l'un des plus anciens et vastes royaumes localisés dans le Connacht, en Irlande. Son territoire s'étendait approximativement sur ce qui est désormais le nord, l'est et le sud du comté de Galway, le sud et le centre du  Comté de Roscommon, une région près du comté de Clare, et a une période indéterminée avait soumis la région de la rive est du Shannon, avec la paroisse de Lusmagh en Offaly.

## Histoire
Il y avait deux lignées d'Uí Maine différentes : les Uí Maine de Tethbae et les Uí Maine du Connacht ; ces tribus étaient séparées par le Shannon. Le peuple de ce royaume était réputé être les descendants de  Máine Mór, qui avait occupé ces territoires en menant des guerres. Ces sous-royaumes également connus sous le nom de seigneuries comprenaient – entre autres – Tír Soghain, Corco Mogha, Delbhna Nuadat, Síol Anmchadha, et Máenmaige. Ces royaumes étaient constitués de membres de la dynastie Uí Maine ou de peuples sujets d'origines variées.
Les Uí Maine sont encore parmi les anciennes dynastie irlandaises représentées de nos jours par les nobles irlandais ou les Chefs du Nom
des O'Kelly de Gallagh et Tycooly, Prince d'Uí Maine et comte du Saint-Empire. Les Fox (O'Kearney) représentent les  Uí Maine orientaux de  Tethbae.

## Premiers temps
Máine Mór est réputé avoir établi le royaume vers 357 av. J.-C. et régné pendant 50 ans. Avant son arrivée, la région était occupée par les Fir Bolg, sur lesquels régnait le roi Cian d'Fhearaibh Bolg (en).

## Généalogies

### Familles royales et dynasties
Les généalogies des Úi Maine du Connacht s'établissent ainsi :
Áed mc Diarmata m. Taidgcc m. Murchada m. Áeda m. Cellaich m. Fínnachta m. Ailella m. Indrechtaich m. Dlúthaich m. Fidchellaich m. Dícolla m. Coirpre m. Cormaicc m. Feradaich m. Lugdach m. Dalláin m. Bressail m. Maine (éponyme des Úi Maine) m. Echdach m. Domnaill m. Fiachach Sraiptine m. Cairpri Liphechair m. Cormac macAirt m. Artt Óenfer m. Conn Cétchathach .
et alternativement :
Bruatur m. Fergaile m. Cathail m. Éogain m. Sechnassaich m. Congaile m. Éogain m. Colmáin m. Brénaind m. Cairpre m. Fiachra m. Feradaich m. Lugdach m. Dalláin m. Bressail m. Maine (éponyme des Úi Maine) m. Echdach m. Domnaill m. Fiachach Sraiptine m. Cairpri Liphechair m. Cormac macAirt m. Artt Óenfer m. Conn Cétchathach

### Le sept
L'ancien clan gaélique O'Fathaigh,  installé dans le comté de Galway, dans le Connacht, était un sept du Uí Maine,,.

## Sources
- (en) Francis John Byrne, Irish Kings and High-Kings, Londres, Batsford, 1973 (ISBN 0-7134-5882-8)
- (en) T.W Moody, F.X. Martin, F.J. Byrne A New History of Ireland IX Maps, Genealogies, Lists. A companion to Irish History part II. Oxford University Press réédition 2011  (ISBN 9780199593064) Kings of Connacht to 1224 p. 138.